# Lloyd A. Simandl
Lloyd A. Simandl (geb. 1948) ist ein polnischer Filmproduzent, Regisseur und Drehbuchautor. Er ist vor allem als Filmschaffender von B-Movies und Sexploitationfilmen in Erscheinung getreten. Weiter ist er Gründer der kanadischen Filmproduktionsfirmen North American Pictures und North American Releasing.

## Filmkarriere
Simandl blickt auf ein umfangreiches Werk zurück, so war er bei 55 Filmen für die Produktion verantwortlich, bei 49 Filmen führte er Regie. Ein Schwerpunkt seiner Arbeit war insbesondere seit der Jahrtausendwende der Sexploitationfilm für die Bound Heat-Filmreihe.

### Anfänge, 1979 bis 1990er-Jahre
1979 veröffentlichte Simandl mit der von ihm gegründeten Filmproduktionsfirmen North American Pictures seinen ersten Film Playmate Lady O. (Originaltitel: Autumn Born), der zum Genre der Sexploitation zählt. Simandl führte Regie und Produktion und arbeitete auch (einmalig in seiner Karriere) als Kameramann. In den 1980er-Jahren gründete er ebenfalls die Filmproduktionsfirma North American Releasing und arbeitete ab 1987 vor allem als ausführender Produzent, teils auch als Regisseur, an zumeist Action- und Science-Fiction-Filmen, so etwa American Slow Burn (1989), The Bronx 2001 (1989), Xtro II – Die zweite Begegnung (1991), Silhouette (1991), The Runner (1992), Shadowchaser (1992), Time Warrior – Der Time Runner mit Hauptdarsteller Mark Hamill, Cracker Jack (1994), Downdraft (1996), Crackerjack 2 (1997), USS Legacy (1997), Sleeping Dogs (1997), Act of War (1998), Escape Velocity (1999) und Lethal Target (1999).
Aufgrund der steigenden Filmproduktionskosten in Nordamerika begann Simandl auch in Tschechien zu produzieren.

### Fokus auf Sexploitation, 2000er- und 2010er-Jahre
Nachdem Simandl den Sexploitationfilm zugunsten von Action- und Science-Fiction-Filmen vernachlässigt hatte – Ausnahmen waren Ladies of the Lotus (1987), Chainted Heat – Exzesse im Frauengefängnis (1993) und Dangerous Prey (1995) – begann Simandl sich ab 1998 wieder verstärkt dem Sexploitationfilm zu widmen. 1998 führte er Regie und Produktion bei Dark Confessions, einem Film, dessen handlungsarmer Inhalt sich nahezu ausschließlich auf die bildliche Darstellung von weiblicher Sexsklaverei, Bondage, BDSM und lesbischen softpornografischen Inhalten fokussiert. Dieses Konzept führte Simandl in den folgenden Jahren mit seinen Unternehmen fort und veröffentlichte bis einschließlich 2013 eine ganze Reihe von entsprechenden Filmen, bei denen er zumeist Regie führte, teils das Drehbuch schrieb und gemeinhin die Produktion verantwortete. Die entsprechenden Filme sind bekannt als Bound Heat-Reihe und werden exklusiv von einer gleichnamigen Tochterfirma vertrieben.
Neben dem Sexploitationfilm wirkte Simandl an weiteren Action- und Science-Fiction-Filmen mit, so etwa an Fatal Conflict (2000), Last Stand (2000), Deadly Engagement (2002), Starfire Mutiny (2002), Ariana's Quest (2002), Killer Love (2002), Ripper 2 (2004), Within (2005) und The Cycle (2009).

### Karriereende
Seit 2014 ist Simandl, vermutlich aus Altersgründen, nicht mehr als Filmschaffender in Erscheinung getreten.

## Filmografie (Auswahl)
R: als Regisseur, P: als Produzent, D: als Drehbuchautor, K: als Kameramann
- 1979: Playmate Lady O. (R,P,K)
- 1987: Ladies of the Lotus (R,P)
- 1987: Possession (R,D)
- 1988: Empire of Ash – Die Zeit nach dem Ende (R,P,D)
- 1989: American Slow Burn (P)
- 1989: The Bronx 2001 (1989) (R,P,D)
- 1991: Xtro II – Die zweite Begegnung (P)
- 1991: Silhouette (R,P)
- 1992: The Runner (P)
- 1992: Shadowchaser (P)
- 1993: Chainted Heat – Exzesse im Frauengefängnis (Chained Heat II) (R)
- 1993: Time Warrior – Der Time Runner (P)
- 1994: Cracker Jack (P)
- 1995: Dangerous Prey (R,P)
- 1995: Heaven's Tears (R)
- 1996: Downdraft (P)
- 1997: Crackerjack 2 (P)
- 1997: USS Legacy (P)
- 1997: Sleeping Dogs (P)
- 1998: Act of War (P)
- 1998: Dark Confessions (R,P)
- 1998: Chained Heat 3: Hell Mountain (P)
- 1999: Escape Velocity (R,P)
- 1999: Lethal Target (R,P)
- 2000: Fatal Conflict (R,P)
- 2000: Crackerjack 3 (R,P)
- 2000: Last Stand (R,P)
- 2001: Dakota Bound (R,P)
- 2001: Immortal – Der Unsterbliche (P)
- 2001: Rage of the Innocents (R,P)
- 2001: Slave to Love – Sklavinnen der Lust (R,P)
- 2002: Cries of Innocence (R,P)
- 2002: Deadly Engagement (R,P)
- 2002: Starfire Mutiny (R,P)
- 2002: Ariana's Quest (R,P,D)
- 2002: Killer Love (R,P)
- 2003: Chained Fury: Lesbian Slave Desires (R,P)
- 2003: Bound Heat: Stolen Souls (R)
- 2003: Girl Camp 2004: Lesbian Fleshpots (R,P)
- 2003: Bound Cargo (R,P)
- 2003: Lash of the Scorpion (R,P)
- 2003: Game of Sins – Reich der Sünde (R,P)
- 2003: Der Sklavenmarkt der jungen Mädchen (R,P)
- 2004: Ripper 2 (R,P)
- 2005: Within (P)
- 2005: Das Kloster der Begierde (Run with Fear) (R,D)
- 2005: School of Seduction – Schule der Lust (R,D)
- 2006: Demon's Claw (R,D)
- 2006: Verraten und verkauft – Die Sklavenschule der Baronin „(Bound Tears)“ (R,D)
- 2006: Twisted Love (R,D)
- 2007: Mistress of Souls (R,D)
- 2007: The Slave Huntress (R,D)
- 2007: On Consignment (R,P,D)
- 2008: Blood Countess (R,D)
- 2008: No Escape (R,P,D)
- 2008: Bathory 2 – Die Liebeschule der Lustgräfin (R,P,D)
- 2009: The Cycle (P)
- 2009: On Consignment 2 (R,P,D)
- 2009: The Slave Huntress 2 (P,D)
- 2009: Caligula's Spawn (R,P,D)
- 2009: Caligula's Spawn 2 (R)
- 2010: On Consignment 3 (P,D)
- 2010: Sold at Dawn (R,P)
- 2011: Slave Tears of Rome: Part One (R,P)
- 2012: On Consignment 4 (P)
- 2012: Shackled Bounty (P)
- 2013: Enslaved Justice (P)
- 2013: Betrayed Cargo (P)